# اویرسخوت
اویرسخوت (به هلندی: Oirschot) یک شهرستان در هلند است که در برابانت شمالی واقع شده‌است. اویرسخوت ۱۷ متر بالاتر از سطح دریا واقع شده‌است.

## خواهرخوانده
شهر اوئسترلو خواهرخواندهٔ اویرسخوت هست.

## نگارخانه

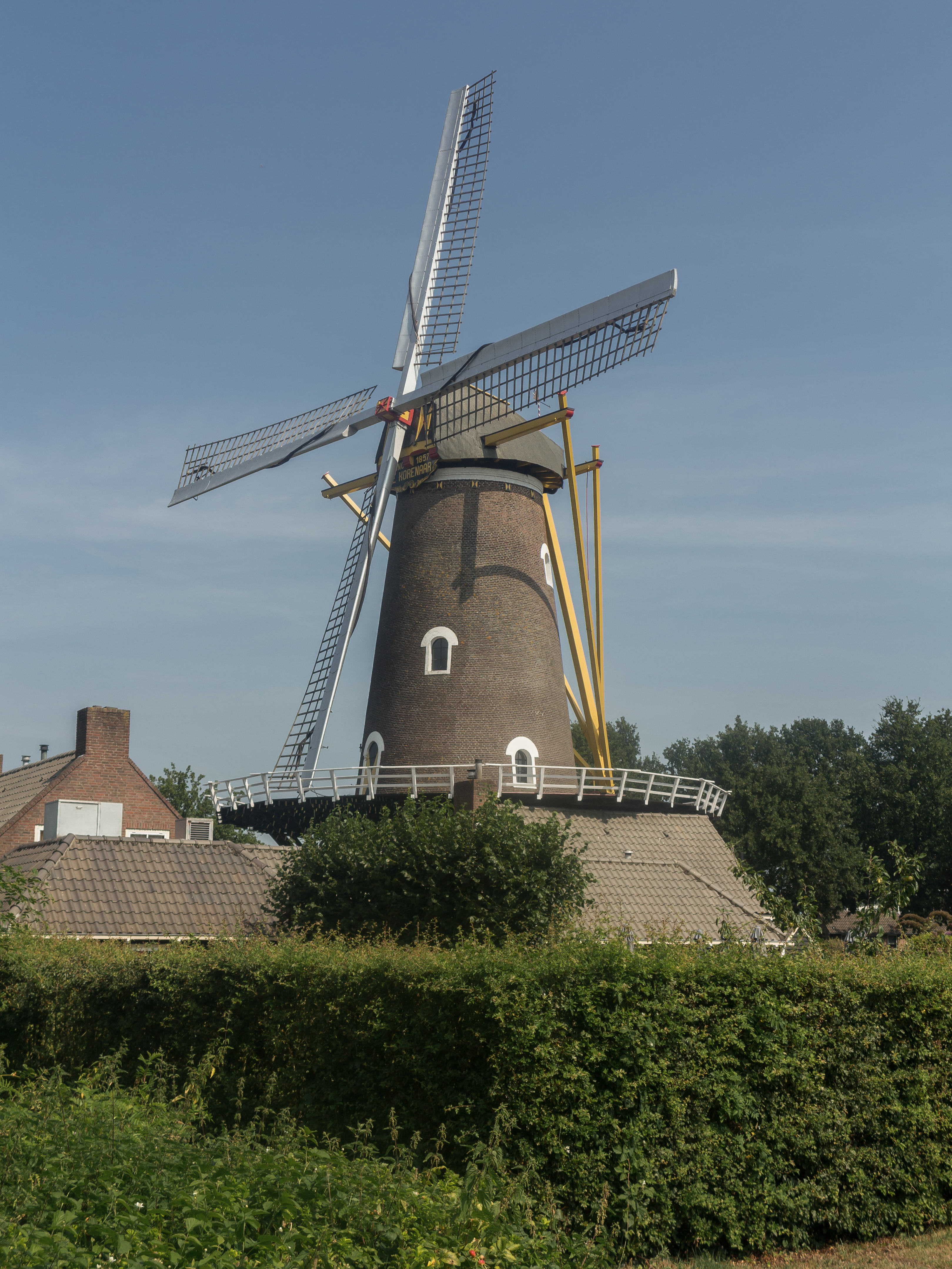
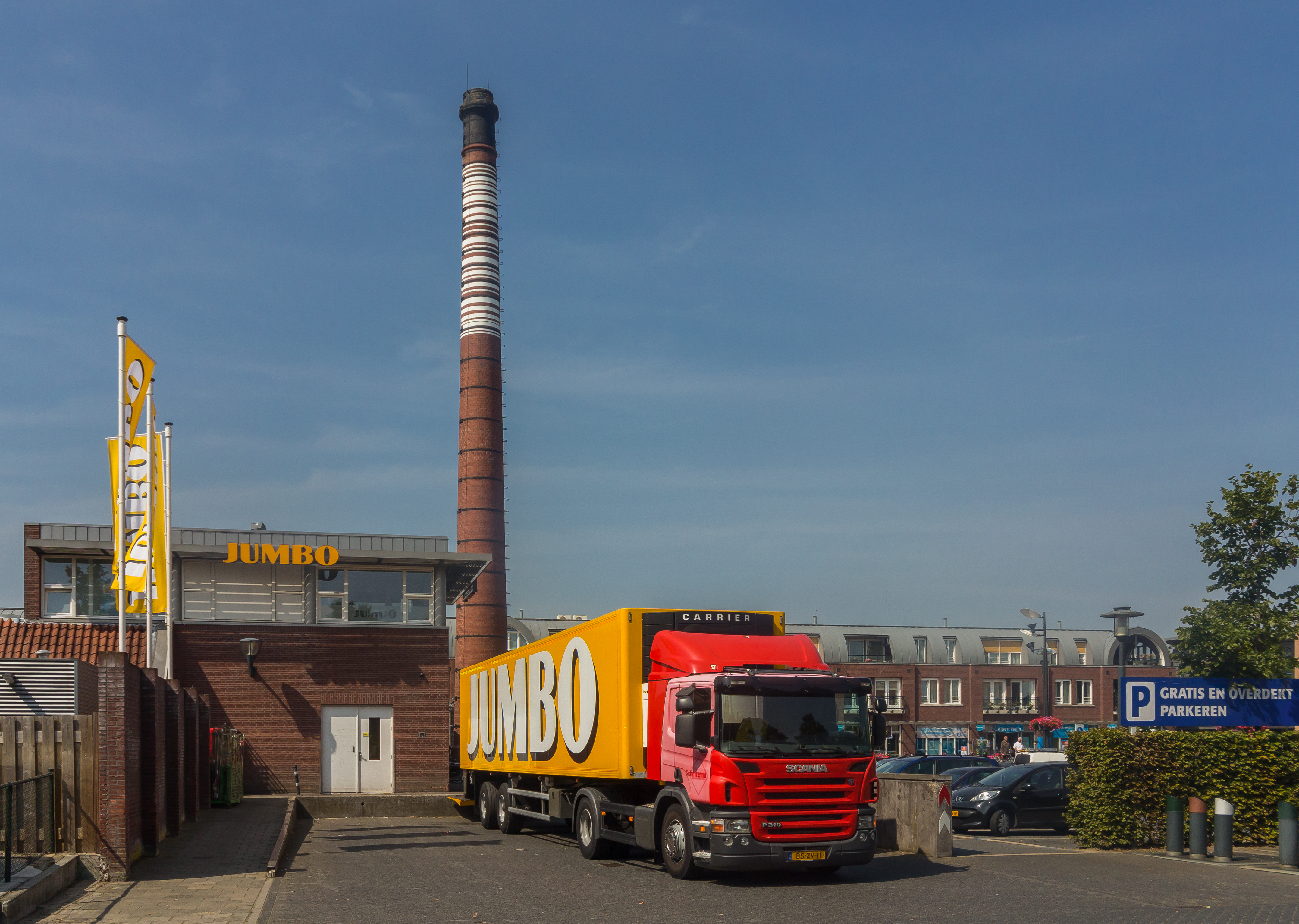
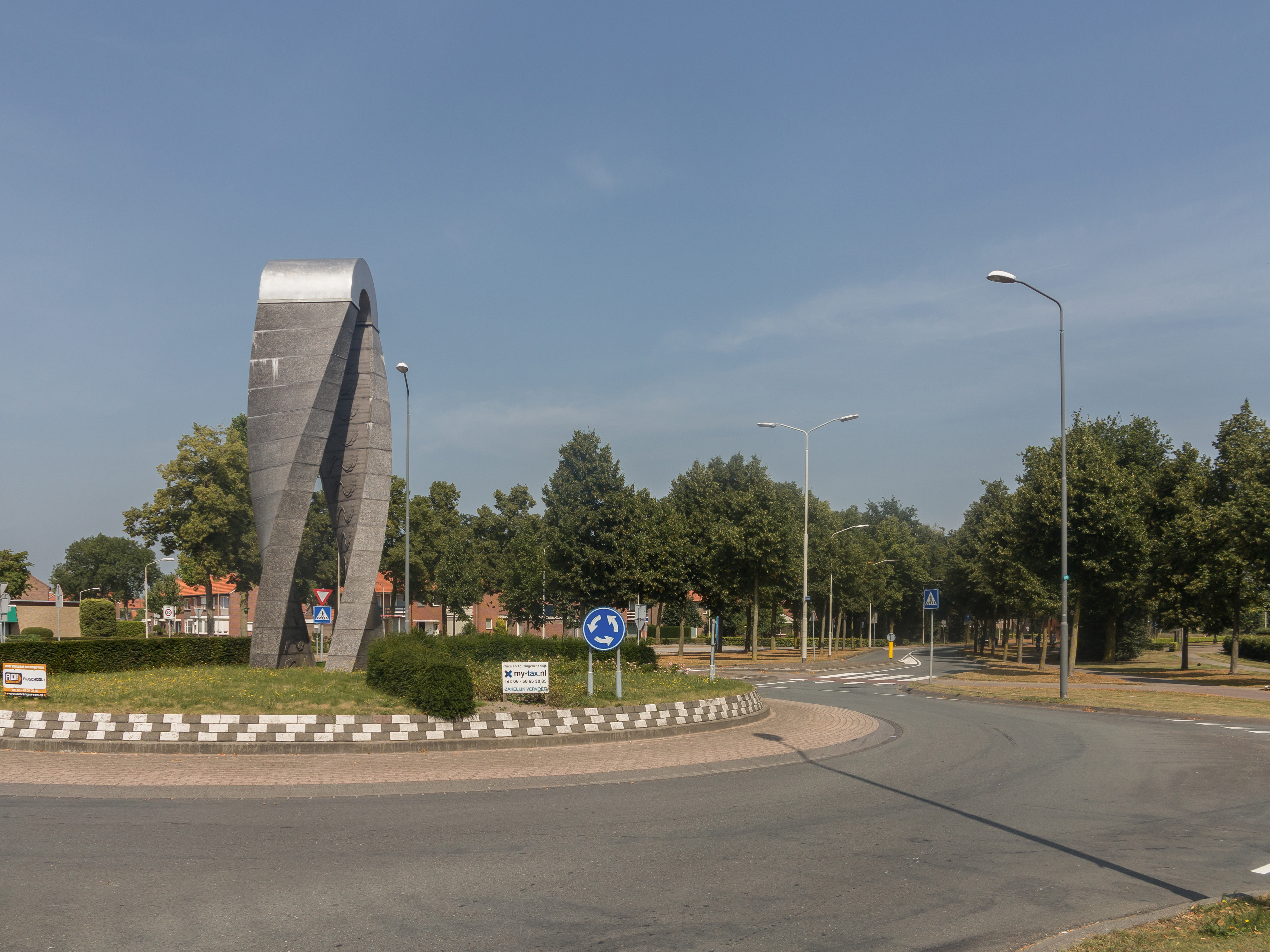
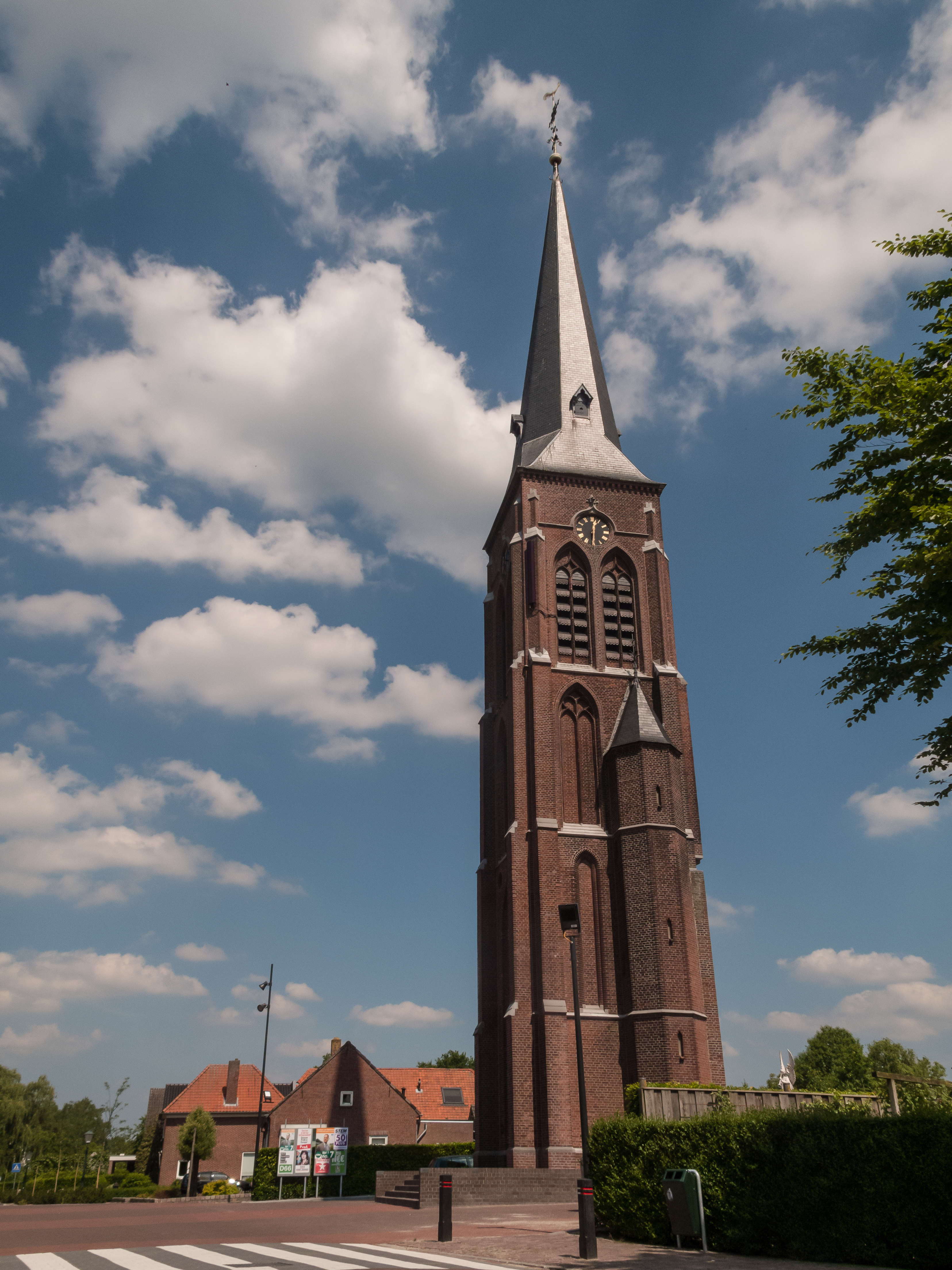
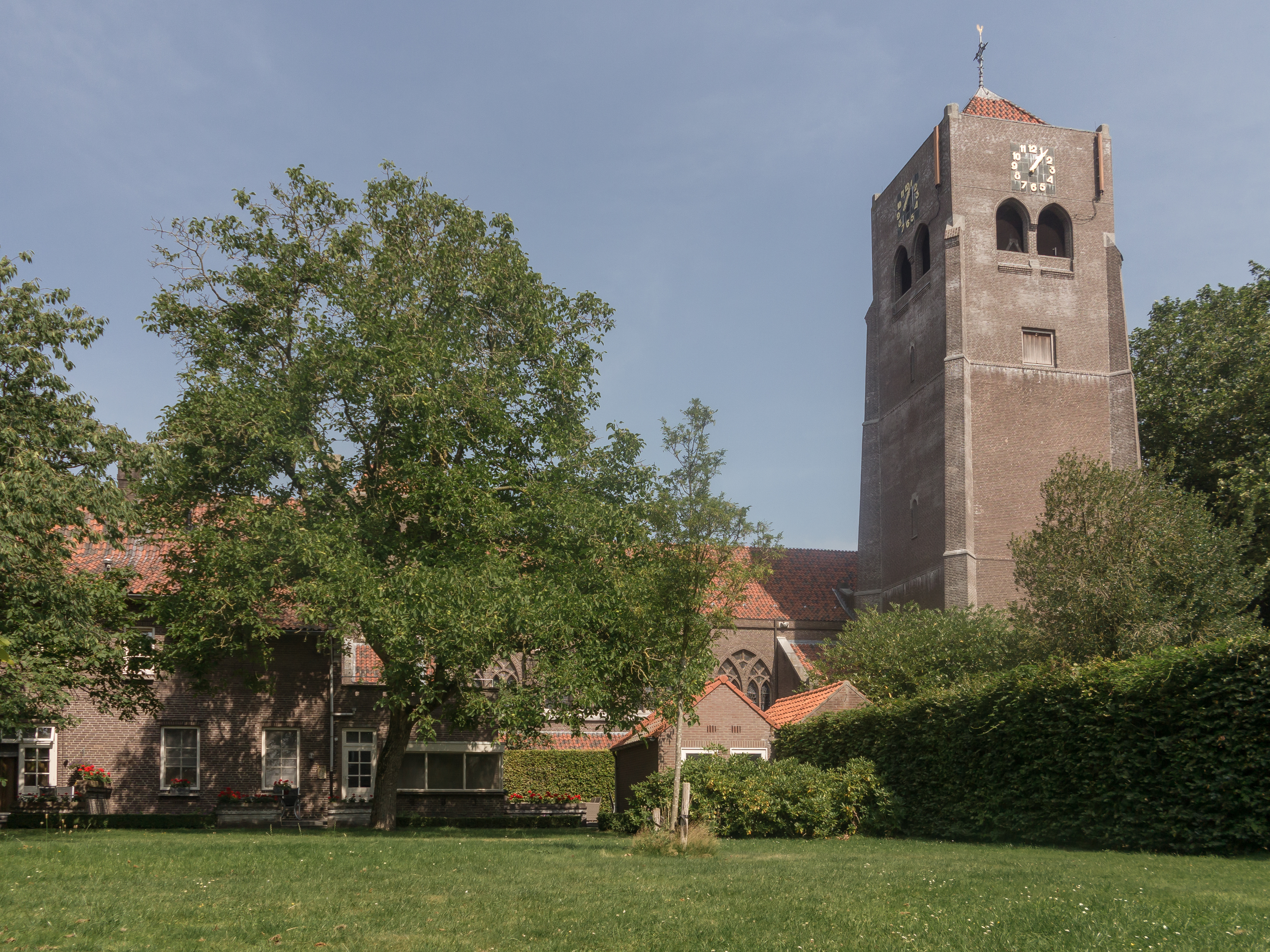